# Торета-Скалцапекора (Напуљ)
Торета-Скалцапекора (итал. Torretta-Scalzapecora) је насеље у Италији у округу Напуљ, региону Кампанија.
Према процени из 2011. у насељу је живело 4383 становника. Насеље се налази на надморској висини од 99 м.